# خورخه کوره
خورخه کوره (انگلیسی: Jorge Correa؛ زادهٔ ۴ آوریل ۱۹۹۳) بازیکن فوتبال اهل آرژانتین است.
از باشگاه‌هایی که در آن بازی کرده‌است می‌توان به باشگاه فوتبال ولز سارسفیلد اشاره کرد.